# Cheiracanthium zhejiangense
Cheiracanthium zhejiangense là một loài nhện trong họ Miturgidae.
Loài này thuộc chi Cheiracanthium. Cheiracanthium zhejiangense được miêu tả năm 1982 bởi Hu & Da-xiang Song.